# Волга (Шумерлинський район)
Во́лга (рос. Волга, чув. Атăл) — селище у складі Шумерлинського району Чувашії, Росія. Входить до складу Нижньокумашкинського сільського поселення.
Населення — 148 осіб (2010; 147 у 2002).
Національний склад:
- чуваші — 97 %